# غريغور غيليسبي
غريغور غيليسبي (بالإنجليزية: Gregor Gillespie) هو فنان قتال مختلط أمريكي، ولد في 18 مارس 1987 في Webster, New York ‏ في الولايات المتحدة.

## وصلات خارجية
- غريغور غيليسبي على موقع يو إف سي (الإنجليزية)
- غريغور غيليسبي على موقع شيردوغ (الإنجليزية)
- غريغور غيليسبي على موقع Tapology.com (الإنجليزية)
- غريغور غيليسبي على موقع IMDb (الإنجليزية)
- غريغور غيليسبي على موقع قاعدة بيانات الفيلم (الإنجليزية)